# دوره سوم (نظریه کمونیستی)
دوره سوم یک تئوری ایدئولوژیک کمونیستی است که توسط کمونیست اینترنشنال در ششمین کنگره جهانی آن در تابستان ۱۹۲۸ اتخاذ شد. دوره سوم تئوری راهبردی اصلی کمینترن را بین سال‌های ۱۹۲۸ تا ۱۹۳۵ تشکیل می‌داد. 
تئوری کمینترن براساس تحلیل اقتصادی و سیاسی جهان کاپیتالیسم توسط تئوریسین‌های مارکسیست-لنینیست در سال ۱۹۲۸ به دست آمد. براساس این نظریه، تاریخ تحولات از زمان انقلاب اکتبر تا آن زمان به سه دوره زمانی تقسیم می‌شد. دوره اول دوران پس از جنگ جهانی اول بود که کشورهای مختلف اروپایی شاهد قیام‌های سوسیالیستی و حتی در مواردی تشکیل دولت‌های کوتاه‌مدت کمونیستی بود. دوره دوم که از ۱۹۲۳ شروع می‌شد، دوره شکست کامل انقلاب‌های سوسیالیستی و تسلط مجدد بورژوازی بر طبقه کارگر کشورهای اروپایی بود. طبق تحلیل کمینترن، دوره سوم که از ۱۹۲۸ آغاز می‌شد شامل فروپاشی اقتصادی کشورهای سرمایه‌داری و رادیکالیزه شدن گسترده طبقه کارگر در این کشورها بود. طبق این تحلیل شرایط برای پیروزی انقلاب پرولتری در کشورهای اروپایی فقط در فضایی محیا می‌شد که احزاب ونگارد کمونیستی انقلاب‌ها را رهبری می‌کردند.
احزاب کمونیستی در این زمان موظف به اتخاذ موضع شدیداً خصمانه‌ای نسبت به احزاب میانه‌رو بودند و به‌خصوص باید درمقابل احزاب سوسیال دموکرات که رقبای آن‌ها برای جلب نظر طبقه کارگر محسوب می‌شدند، موضع تهاجمی می‌گرفتند. احزاب کمونیستی می‌بایست اتحادیه‌های کارگری را برای وقوع انقلاب سوسیالیستی احتمالی رادیکالیزه می‌کردند و عناصر میانه‌رو و غیرانقلابی را از سندیکاها پاکسازی می‌کردند.
به قدرت رسیدن حزب نازی در سال ۱۹۳۳ در آلمان باعث ایجاد شوک در کمونیست اینترنشنال و اقدام رهبران آن برای تغییر استراتژیشان شد.  از سال ۱۹۳۴، احزاب کمونیستی در اروپا اقدام به ایجاد ائتلاف با احزاب سوسیال دموکرات برای مبارزه با نیروهای فاشیست و ملی‌گرای افراطی کردند و این ائتلاف‌ها را جبهه مردمی ناميدند. سرانجام در هفتمین کنگره جهانی کمینترن در سال ۱۹۳۵، تئوری دوره سوم پایان یافته اعلام شد و همکاری با احزاب سوسیال دموکرات برای ایجاد جبهه‌های مردمی به‌عنوان استراتژی جدید کمینترن اعلام شد.